# Mot-phrase
En grammaire, le mot-phrase est un mot qui peut constituer à lui seul un énoncé remplissant du point de vue sémantique le rôle d’une phrase simple, sans être un verbe pour autant.
Dans des grammaires de certaines langues, comme le français ou le hongrois, la notion de mot-phrase comprend, parmi les parties du discours pris en compte par les grammaires traditionnelles, la classe de l’interjection et partiellement celle de l’adverbe. Dans certaines grammaires, cette partie des adverbes constitue une classe à part, celle du modalisateur.

## Caractéristiques du mot-phrase
- Du point de vue sémantique, le mot-phrase n’a pas de contenu notionnel ou il ne se réfère qu’indirectement à un tel contenu[4], ayant seulement un sens pragmatique ou modal[5].
- Du point de vue morphologique, il est en général invariable[3],[5].
- Du point de vue syntaxique, en règle générale il ne peut pas avoir de terme subordonné et forme une phrase simple non analysable indépendante[5] ou une proposition faisant partie d’une phrase complexe, mais sans rapport syntaxique avec les autres propositions de la phrase[4],[6].

Certaines grammaires françaises étendent la notion de mot-phrase à celle de locution-phrase, formée de mots auxquels on ne peut attribuer aucune fonction grammaticale, par exemple Au revoir, À quoi bon ?.
La notion de mot-phrase est apparue sous le nom d’holophrase dans la psychologie s’occupant des premières phases de l’apprentissage de la langue maternelle par les petits enfants. On y entend par cela un moyen d’expression langagière spécifique à l’enfant de 9 à 20 mois. C’est un mot constitué d’une consonne suivie d’une voyelle, souvent répété (ex. mama, dada). À un certain moment de l’apprentissage, il peut aussi s’agir de mots habituels, ex. (en) daddy « papa », more « encore », there « là ». Un tel mot peut avoir plusieurs significations. Par exemple, ta peut signifier « C’est le chat » ou « Donne-moi le biberon ». Certains auteurs considèrent que ce ne seraient pas des mots-phrases, mais des phrases réduites, elliptiques, dont le mot est la partie essentielle, le reste étant exprimé par des moyens extra-linguistiques : gestes, mimique, etc..

## Types de mots-phrases
La considération morphologique et syntaxique des mots-phrases étant disputée, il en existe plusieurs classifications.

### Dans des grammaires du français
Grevisse et Goosse 2007 classe les mots-phrases de deux points de vue.
De l’un de ces points de vue, on distingue, d’un côté, des mots- et locutions-phrases essentiels, qui n’apparaissent qu’en tant que tels, par exemple Allô !, O.K., Adieu !, Tant pis. D’un autre côté, il y a des mots- et locutions-phrases accidentels, existant en tant que mots/locutions ordinaires aussi, mais qui se distingent de leur emploi d’origine par certains traits sémantiques, phonétiques, morphologiques, syntaxiques et/ou pragmatiques :
- En tant que mots-phrases, ils perdent leur sens initial, par exemple Flûte ! (exclamation de dépit) ou Fouette, cocher ! « En avant ! ».
- Certains perdent leur prononciation d’origine, ex. Soit ! [swat] vs. soit [swa] en tant que verbe.
- Il y en a qui perdent leurs traits morphologiques, par exemple certains verbes à l’impératif utilisés au singulier mais adressés à une personne qu’on vouvoie (Tiens, vous voilà déjà !), ou l’inverse, adressés à une personne qu’on tutoie : Allez !
- Les mots- et locutions-phrases ne sont pas sentis par le locuteur comme syntaxiquement incomplets : Chapeau !, Au feu !
- Certains mots- et locutions phrases sont des formules dans des situations de communication données : Pardon, À vos souhaits !

Ce dernier exemple est une exception à la caractéristique du mot-phrase d’avoir une forme invariable, étant À tes souhaits ! adressé à une personne qu’on tutoie.
De l’autre point de vue, Grevisse et Goosse 2007 distingue des mots- et locutions-phrases objectifs, subjectifs et suggestifs.
Sont considérés comme des mots-phrases objectifs ceux par lesquels le locuteur établit un contact avec son destinataire (ex. Allô !), lui répond affirmativement ou négativement (Oui, Non), le salue (Bonjour), prend congé de lui (Au revoir), lui fait faire quelque chose (Stop !), l’approuve (Bravo !), etc. On ajoute à cette catégorie ce qu’on appelle « adverbes de phrase », nommés modalisateurs dans d’autres grammaires : certes, peut-être, à coup sûr, etc.
Les mots-phrases subjectifs expriment des sensations ou des sentiments et ne s’adressent pas toujours à un destinataire. Quelques catégories de ces mots sont :
- des mots appelés traditionnellement des interjections, qui constituent des phrases exclamatives : Aïe !, Ouf !, Miam miam ! ;
- l’invocation d’entités surnaturelles : Ciel !, Mon Dieu ! ;
- des jurons : Nom de Dieu !, Nom de Dieu de nom de Dieu ! (renforcé), Nom d’une pipe !, Nom d’un chien !, Nom d’un petit bonhomme !, Bon sang de bonsoir ! (euphémismes des deux premiers).

Les mots-phrases suggestifs suggèrent des événements par des onomatopées. Ils peuvent être articulés (Patatras !) ou non articulés : Vous vous allongez sur le canapé et pffft... le sommeil s’envole (Jean-Paul Sartre).
Selon une autre classification française, il y a des mots-phrases affectifs, qui comprennent les interjections, correspondant ainsi à ceux appelés plus haut subjectifs, et des mots-phrases logiques. Ceux-ci sont de deux types. L’un est celui des mots-phrases anaphoriques, dont le sens est donné par l’énoncé qui les précède. Tels sont, par exemple, Oui et Non. L’autre type est celui des mots-phrases incomplets, qui ont des termes subordonnés exprimés ou sous-entendus. Exemples : Voici à boire, Voilà l’image de la gloire (Victor Hugo).
Cette dernière catégorie est une exception à l’inexistence de termes subordonnés dans le cas des mots-phrases.

### Dans des grammaires du hongrois
Dans certaines de ces grammaires, la catégorie des mots-phrases comprend des parties du discours telles l’interjection, l’onomatopée (considérée comme une classe à part), le modalisateur et le mot-phrase appelé d’interaction. Dans d’autres grammaires hongroises, le modalisateur ne fait pas partie des mots-phrases.

#### Le mot-phrase d’interaction
Ce type de mot-phrase a plusieurs sous-types.
Pour entrer en contact et pour rompre le contact avec le destinataire, on utilise les formules de salut et de prise de congé, respectivement : szervusz « salut », agyő « adieu ».
Il y a des mots organisateurs de la conversation, avec diverses fonctions :
- Il y en a qui servent à maintenir le contact entre les participants à la communication en signalant leur attention et leur compréhension : igen(?) « oui (?) », á « ah bon ».
- Le locuteur peut céder la parole par certains mots interrogatifs : nemde? « n’est-ce pas ? », mi? « hein ? ».
- La prise de parole peut être signalée par des mots tels apropó « à propos »[15] ou hát « ben ».
- Les dires de l’interlocuteur peuvent être approuvés ou désapprouvés par persze « bien sûr », lárifári « tu parles ».
- Il y a des mots ne servant au locuteur qu’à gagner du temps avant de prendre la parole (hát « ben », hm), y compris des conjonctions détournés de leur rôle : és « et », tehát « donc ».
- Dans les dialogues, on répond aux questions totales par igen « oui », nem « non », ou par des modalisateurs, ex. valószínűleg « sans doute ».

Les mots volitifs ont pour but d’influencer le comportement du destinataire. Tels sont csitt « chut », nesze « tiens », adressés à des personnes, ainsi que des mots pour appeler, mener ou chasser des animaux : cic (pour appeler un chat), csá « hue » (pour faire aller un animal de traction à droite), hess (pour chasser un oiseau, une volaille).
Les mots présentatifs peuvent se référer à un élément de la situation de communication (Íme a bejárat a könyvtárszobába « Voici l’entrée de la bibliothèque »), à des éléments d’un discours (Íme néhány példa « En voici quelques exemples ») ou à des connaissances communes au locuteur et au(x) destinataire(s) : Lám, nem hiába alapította Széchenyi az Akadémiát « Voilà que ce n’est pas en vain que Széchenyi a fondé l’Académie ».
Certains des mots-phrases d’interaction sont non articulés : ühüm = igen « oui », « hm », pszt « chut ».
Il y a en hongrois quelques cas exceptionnels de mots-phrases volitifs pouvant recevoir la désinence verbale de la 2e personne du pluriel : szervusztok « salut » adressé à plusieurs personnes qu’on tutoie, nesztek « tenez » accompagnant le geste de remettre quelque chose à plusieurs personnes qu’on tutoie.

### Sources bibliographiques
- (hu) Bokor, József, « Szófajtan » [« Les parties du discours »], A. Jászó, Anna (dir.), A magyar nyelv könyve [« Le livre de la langue hongroise »], 8e édition, Budapest, Trezor, 2007  (ISBN 978-963-8144-19-5), p. 197-253 (consulté le 14 mai 2018)
- (en) Bussmann, Hadumod (dir.), Dictionary of Language and Linguistics [« Dictionnaire de la langue et de la linguistique »], Londres – New York, Routledge, 1998  (ISBN 0-203-98005-0) (consulté le 14 mai 2018)
- (en) Crystal, David, A Dictionary of Linguistics and Phonetics [« Dictionnaire de linguistique et de phonétique »], 4e édition, Blackwell Publishing, 2008  (ISBN 978-1-4051-5296-9) (consulté le 7 avril 2023)
- Dubois, Jean et al., Dictionnaire de linguistique, Paris, Larousse-Bordas/VUEF, 2002 (consulté le 7 avril 2023)
- Grevisse, Maurice et Goosse, André, Le Bon Usage. Grammaire française, Bruxelles, De Boeck Université, 2007, 14e édition,  (ISBN 978-2-8011-1404-9) (consulté le 7 avril 2023)
- (hu) Kugler, Nóra, « A mondatszók » [« Les mots-phrases »], Keszler, Borbála (dir.), Magyar grammatika [« Grammaire hongroise », Budapest, Nemzeti Tankönyvkiadó, 2000  (ISBN 978-963-19-5880-5), p. 294-305 (consulté le 14 mai 2018)
- Morgenstern, Aliyah, L’Enfant dans la langue, Paris, Presses Sorbonne Nouvelle, 2009  (ISBN 978-2-87854-462-6)
- (hu) P. Lakatos, Ilona (dir.), Grammatikai gyakorlókönyv (mintaelemzésekkel és segédanyagokkal) [« Exercices de grammaire avec des modèles d’analyse et des matériaux auxiliaires »], Budapest, Bölcsész Konzorcium, 2006  (ISBN 963-9704-28-8) (consulté le 14 mai 2018)